# Nicholas Pooran
Nicholas Pooran (nacido el 2 de octubre de 1995) es un jugador de críquet de las Indias Occidentales. En julio de 2019, la junta de cricket de las Indias Occidentales le otorgó un contrato central por primera vez, antes de la temporada 2019-20. En julio de 2021, fue nombrado en el equipo de las Indias Occidentales como vicecapitán de su serie en casa contra Australia. En abril de 2019, fue incluido en el equipo de las Indias Occidentales para la Copa Mundial de Cricket de 2019.

## Carrera internacional
El 23 de septiembre de 2016, Pooran hizo su debut en el Twenty20 International con las Indias Occidentales contra Pakistán. Hizo su debut en One Day International con las Indias Occidentales contra Inglaterra el 20 de febrero de 2019. En julio de 2021, fue nombrado en el equipo de las Indias Occidentales como vicecapitán de su serie en casa contra Australia. Como Kieron Pollard fue descartado del primer Twenty20, Pooran capitaneó a las Indias Occidentales por primera vez en el Twenty20. En la subasta de IPL de 2022, Sunrisers Hyderabad compró Pooran por ₹ 10,75 millones de rupias.